# Výborná
Výborná és un poble i municipi d'Eslovàquia. Es troba a la regió de Prešov, al nord del país.

## Història
La primera referència escrita de la vila data del 1289.

## Demografia
| Godina             | 1994 | 2004    | 2014    | 2024    |
| ------------------ | ---- | ------- | ------- | ------- |
| Nombre de persones | 668  | 908     | 1156    | 1443    |
| Diferència         |      | +35,92% | +27,31% | +24,82% |

| Godina             | 2023 | 2024   |
| ------------------ | ---- | ------ |
| Nombre de persones | 1404 | 1443   |
| Diferència         |      | +2,77% |